# マートゥリマヌ・レイアタウア
マートゥリマヌ・レイアタウア（Manu Leiataua、1986年12月26日 - ）は、サモアのラグビーユニオン選手。

## プロフィール
- ニュージーランド・ウェリントン出身[1]。
- ポジションはフッカー(HO)。
- 身長 178cm、体重 106kg
- サモア代表キャップは19（2025年4月現在）でワールドカップ2011・2015のサモア代表に選ばれた[2]。

## 略歴
ノースハーバー、オーリヤック、バイヨンヌ、USAペルピニャンを経て、2020年、オヨナに加入。